# Rhein-Main TV
Rhein-Main TV (Eigenschreibweise rheinmaintv) war ein privater Fernsehsender für Frankfurt und das erweiterte Rhein-Main-Gebiet mit Sitz in Frankfurt am Main im Stadtteil Rödelheim.

## Geschichte
Im Jahr 1995 gründete die Produktionsfirma Bibo TV die Rhein-Main-Ballungsraum-Fernsehen-Verwaltungsgesellschaft zum Aufbau und Betrieb eines regionalen Fernsehsenders. Dieser Gesellschaft erteilte die hessische Landesmedienanstalt für privaten Rundfunk und neue Medien in Kassel am 8. April 2002 die Zulassung für das Projekt rheinmaintv. Im gleichen Jahr wurde der Bau des Sendezentrums in Bad Homburg vor der Höhe in Angriff genommen. Am 27. Oktober 2003 nahm rheinmaintv den Sendebetrieb auf. Mit dem Ausstieg des Gründungsgesellschafters Bibo TV am 13. Juni 2005, wurde der Umzug in den benachbarten Neubau nicht durchgeführt. Neben einer Reihe von Privatinvestoren und Kommunikationsagenturen halten auch Eintracht Frankfurt und die Skyliners GmbH Anteile an dem Unternehmen. Bis 31. Januar 2014 befand sich das Sendezentrum in Bad Homburg vor der Höhe. Im Februar 2014 verlagerte rheinmaintv seinen Standort nach Mörfelden-Walldorf. Seit 1. Januar 2022 hatte rheinmaintv seinen Sitz in Frankfurt am Main im Stadtteil Rödelheim.
Bei der Gründung 2003 wurden für die technische Grundausstattung 2,5 Millionen Euro investiert.
Am 19. Januar 2024 stellte der Sender einen Insolvenzantrag. Es wird jedoch weiterhin gesendet über ASTRA, Satellit, DVB-T2 HD, Smart TV Empfänger (HbbTV) und Internet. Zum 1. April 2024 wurde rheinmaintv von der rheinmain Media GmbH (Teil der IS Holding, Vorstandsvorsitzender Ilkem Sahin) übernommen.
Am 1. November 2024 hat rheinmaintv den Betrieb vorläufig eingestellt. Das Programm wird nicht mehr über Astra, Satellit und weiteren Verbreitungskanälen ausgestrahlt. Wie die Wirtschaftswoche berichtet, soll es Probleme mit der Zahlungsbereitschaft des neuen Eigentümers (IS Holding) gegeben haben. „Honorare an freie Mitarbeiter und Rechnungen wurden teilweise verspätet oder gar nicht bezahlt.“ Im Sommer musste das TV-Programm schon einmal kurzfristig unterbrochen werden, nachdem in der Sendezentrale im Frankfurt-Rödelheim die Stromversorgung über etwa 20 Stunden nicht mehr funktionierte. Grund dafür soll kein technischer Defekt, sondern nicht geleistete Mietzahlungen an den Eigentümer der Immobilie gewesen sein.

## Programm
rheinmaintv strahlte von 18:00 bis 22:00 Uhr sowohl ein selbst produziertes, redaktionelles Kernprogramm als auch zugelieferte Formate aus.
Wochentags wurde um 18:30 Uhr das halbstündige Nachrichtenmagazin Rhein-Main im Blick gesendet, das drei Mal am Abend wiederholt wurde. Montags um 19:00 Uhr war die Erstausstrahlung der Sport Show.
Weitere Programmschwerpunkte lagen in den Bereichen
- Sport – u. a. Sport Show, Eintrachtfans TV (Fan-TV von Eintracht Frankfurt)
- Wirtschaft – u. a. Rhein-Main Wirtschaft, VdK-Report
- Talk – u. a. 3 kluge Köpfe (in Kooperation mit der F.A.Z), Terrazza
- Regionales – u. a. Deutschland Lokal, Feuerwehr-TV (in Kooperation mit dem Landesfeuerwehrverband Hessen und Unfallkasse Hessen)
- Service – u. a. AOK Gesundheitsmagazin

Das redaktionelle Programm von rheinmaintv wurde von ausgebildeten Redakteuren und Videojournalisten produziert. Die Videojournalisten waren Reporter, Kameramann und Editor in einer Person und dadurch kostengünstig und flexibel einsetzbar. Der Fernsehsender war der erste seiner Art, der auf diese Produktionsform setzte. Zudem erfolgte die Programmherstellung im Bad Homburger Sendezentrum von Beginn an bandlos, das heißt: Nachrichtenbeiträge wurden von einem Server zugespielt.
Außerhalb seiner Kernsendezeit von 18:00 bis 22:00 Uhr strahlte rheinmaintv auch Programme anderer Veranstalter aus, die Sendezeit mieten, darunter Teleshopping. Über den Astra Fernsehsatellit wurde der Sender überregional verbreitet.

## Mitarbeiter
Redaktionsleitung:
- 2003 bis 2004 Oliver Dütschke
- 2004 bis 2005 Michel Weber
- 2006 bis 2007 Diethelm Straube
- 2008 bis 2012 Sascha Oliver Martin
- 2012 bis 2016 Lothar Eichhorn
- 2016 bis 2020 Maren Hilligen
- 2020 bis 2024 Michaela Albert

### Ehemalige Moderatoren
In den ersten dreieinhalb Sendejahren moderierte Natascha Berg, Miss Germany 2000, das Regionalmagazin Das Journal im Wechsel mit dem heutigen n-tv-Moderator Michel Weber. Zum Sendestart war Birte Karalus Gastgeberin einer wöchentlichen Talkshow mit lokalen Prominenten. Der ehemalige Trainer der Frankfurter Eintracht, Dragoslav Stepanović, präsentierte an der Seite von Moderator Thomas Raudnitzky die Fußball-Call-In-Show Lebbe geht weider. Der mit dem Regiostar ausgezeichnete Moderator Markus Philipp – mittlerweile Reporter für die ARD (u. a. bei der FIFA Frauen-WM 2011 in Deutschland) und Moderator der TV-Sendung „heimspiel!“ beim Hessischen Rundfunk – führte durch die Sendungen Das Thema und Das Thema – persönlich.
Bis zum Ende des Sendebetriebs waren folgende Personen Moderatoren:
- Anke Seeling
- Benjamin Matthews
- Philipp Bächstädt
- Christian Seelmann
- Katharina Wagner
- Michaela Albert
- Frank Remmert

## Auszeichnungen (Auswahl)
- 2006 den Regionalfernsehpreis Regiostar in vier Kategorien, u. a. für das Nachrichtenmagazin Das Journal und die Moderation der Sendung Das Thema durch Markus Philipp
- 2009 den Regiostar in zwei Kategorien: für die Sendung Frankfurt rheinmain aktuell mit Natalie Buch als „Bestes Nachrichtenmagazin“ und für den Beitrag  „Raudy lernt Helikopterfliegen…“  von  Wetterreporter Thomas Raudnitzky als „Besten Beitrag bis sechs Minuten“
- 2009 den Fernsehpreis Metropolitan für die „Beste Reportage/Dokumentation“, der an Katharina Wagner für den Beitrag „rheinmain gesundheit – Louis auf der Kinderherzstation“ ging
- 2010 den  Metropolitan in der Kategorie „Bestes regelmäßiges Magazin“ an Thomas Raudnitzky für das von ihm moderierte Format rheinmain Szene
- 2013 den Regiostar mit Katharina Wagner für die Sendung Frankfurt rheinmain aktuell als „Bestes Nachrichtenmagazin“
- 2013 den Metropolitan mit Katharina Wagner für die Sendung Frankfurt rheinmain aktuell als „Bestes Nachrichtenmagazin“ und Stephanie Grenouillet als „Beste Moderatorin“
- 2015 den Regiostar in der Kategorie „Bestes Nachrichtenmagazin“ mit Frankfurt rheinmain aktuell